# Syndrom benigních fascikulací

Animace syndromu benigních fascikulací na horním víčku devatenáctiletého pacienta.

Syndrom benigních fascikulací (SBF) je neurologická porucha neznámého původu, charakterizovaná samovolnými záškuby svalových snopců (fascikulacemi) libovolných skupin vůlí ovládaných svalů, dokonce i jazyka (zde jsou však fascikulace klinicky významnější). Nejčastěji jsou postihována lýtka, chodidla, ramena či oční víčka, ačkoli mnoho pacientů udává záškuby po celém těle. Jako přidružené potíže mnoho pacientů dále udává bolest, pocity brnění či různé poruchy citlivosti, sníženou výdrž a svalové křeče. Obraz je velmi proměnlivý, od několika záškubů denně náhodně v různých svalech po konstantní záškuby trvající mnoho dní i měsíců (mezi pacienty tzv. „hot spoty“) – SBF může trvat týdny až roky, podle ankety mezi pacienty je typický průběh trvající roky. SBF často začíná po virové infekci či stresové zátěži, skutečná souvislost však není známa.

## Diferenciální diagnostika ALS a SBF
Často se pacienti s SBF fixují na různá onemocnění, která mohou fascikulace způsobovat, nejtypičtěji je to amyotrofická laterální skleróza (ALS či onemocnění motoneuronu), nevyléčitelné a smrtelné neurodegenerativní onemocnění. Tato úzkost je mezi pacienty velmi rozšířená.
Hlavními odlišnostmi týkajícími se fascikulací mezi ALS a SBF jsou:
- Fascikulace u ALS jsou projevem denervace a reinervace svalů a vyskytují se tedy v přítomnosti svalové slabosti či atrofií. Někteří pacienti udávají, že fascikulace pociťovali před nástupem jakékoli slabosti. Tato neobvyklá situace se často vysvětluje tím, že pacient mírnou slabost subjektivně nevnímá a oslabený sval suplují svaly jiné.
- Jsou-li fascikulace u ALS přítomny, EMG vyšetření zachytí denervační potenciály (fibrilace, pozitivní ostré vlny) a známky reinervace
- Nástup slabosti a fascikulací v počátcích ALS je lokální, na rozdíl od SBF, který často postihuje svaly na různých místech těla, což silně svědčí proti ALS.
- U bulbární formy ALS je nezřídka (v počátcích nemoci) EMG končetin bez nálezu – proto může nastat paradoxní situace, že pacient má čisté EMG a později je skutečně diagnostikován s ALS, což – vytrženo z kontextu – může děsit ostatní a je častým tématem diskusních skupin.

Obecně je přijímán fakt, že generalizované fascikulace spolu s absencí svalové slabosti, atrofií a/nebo patologickými změnami reflexů (Babinski, Hoffman...) nejsou nijak spojeny s ALS a představují benigní stav. Tento fakt je podporován studií Mayo Clinic, kde bylo 121 pacientů s SBF sledováno až 32 let. U žádného nedošlo k rozvoji ALS.
Přesto je třeba uvést, že existují výjimky z těchto pravidel. Dle starší studie se 6,7 % pacientů s ALS manifestovalo pouze fascikulacemi. Svalová slabost však nastoupila velmi brzy, v řádech několika měsíců. Existuje také několik dokumentovaných případů, kdy se u pacienta s rodinným výskytem ALS po jednom či dokonce čtyřech letech zdánlivě benigních fascikulací (dle EMG a klinické vyšetření) rozvinul obraz ALS. Je však třeba poukázat na výjimečnost tohoto případu, který byl předmětem samostatné studie. Studie předložila teorii, že hyperexcitabilita motorických neuronů může předcházet jejich smrti. Vzhledem k faktu, že těchto výjimek je velice málo oproti lidem s SBF, se toto nikdy nepotvrdilo.
Pacienti s fascikulacemi trvajícími déle než jeden rok s normálním výsledkem neurologického vyšetření (reflexy, svalová síla) a/nebo čistým EMG by tedy měli být ujištěni o benigní povaze tohoto stavu.

## Příčiny vzniku fascikulací
Fascikulace mohou vznikat z mnoha různých příčin, od nedostatku hořčíku, metabolických poruch až po neurologická onemocnění jako jsou lymská borelióza, neuropatie, ALS a mnoho dalších. Často jsou důsledkem zvýšené nervosvalové dráždivosti (IDM), případně svalových dysbalancí, kdy jsou odpovědí na neadekvátní protežování svalů. Fascikulace může výrazně zhoršovat kofein či úzkost. V poslední době se dokonce chronická úzkost (resp. určité mechanismy jí provázející) objevuje mezi udávanými příčinami fascikulací, ve skutečnosti však úzkost nemůže být příčinou sama o sobě, ale zřejmě jí vyvolané a dosud neznámé změny.